# Рубцов, Герасим Архипович
Гера́сим Архи́пович Рубцо́в (18 февраля 1904, Аннинский район, Центрально-Чернозёмная область — 1942, Севастополь, РСФСР, СССР) — подполковник пограничных войск НКВД СССР, участник Великой Отечественной войны, Герой Советского Союза (1965).

## Биография
Герасим Рубцов родился 18 февраля 1904 года в селе Берёзовка (ныне — Аннинский район Воронежской области). Окончил неполную среднюю школу. В 1926 году Рубцов был призван на службу в Рабоче-крестьянскую Красную Армию. В 1930 году он окончил Омскую пехотную школу. Служил в войсках НКВД СССР.
С начала Великой Отечественной войны — на её фронтах. Командовал 262-м стрелковым полком 184-й стрелковой дивизии, сформированной из воинов пограничных и внутренних войск НКВД. 
С ноября 1941 года подполковник Герасим Рубцов командовал 456-м сводным пограничным полком войск НКВД Приморской армии. Участвовал в обороне Севастополя, в течение 250 дней во главе своего полка оборонял важные рубежи на подступах к городу, уничтожив в общей сложности порядка 2 пехотных полков, 11 танков, сбив 2 бомбардировщика. Отказался эвакуироваться на Кавказ. В июле 1942 года Рубцов погиб в бою. Похоронен в посёлке Балаклава в черте Севастополя.
Указом Президиума Верховного Совета СССР от 8 мая 1965 года за «мужество и героизм, проявленные в боях с немецкими захватчиками», подполковник Герасим Рубцов посмертно был удостоен высокого звания Героя Советского Союза. Также посмертно был награждён орденом Ленина.

## Память
В честь Рубцова названы улицы в Берёзовке, Балаклаве и Симферополе, установлен памятник в Балаклаве, а также была названа погранзастава Симферопольского погранотряда.
- средняя общеобразовательная школа № 30 имени Героя Советского Союза Г. А. Рубцова в Севастополе[3]